# Dix-septième circonscription du Nord
La dix-septième circonscription du Nord est l'une des 21 circonscriptions législatives françaises que compte le département du Nord (59).

## Description géographique et démographique

### De 1958 à 1986
À la suite de l'ordonnance n°58-945 du 13 octobre 1958 relative à l'élection des députés à l'assemblée nationale, la Dix-septième circonscription du Nord était créée et regroupait les divisions administratives suivantes : 
- canton du Cateau
- canton de Clary
- canton de Solesmes[1].

### De 1986 à 2010
Par la loi n°86-1197 du 24 novembre 1986
 de découpage électoral, la circonscription regroupait les divisions administratives suivantes : 
- canton d'Arleux et communes de Douai, Sin-le-Noble, Waziers (issues du canton de Douai-Nord), Courchelettes, Cuincy, Esquerchin, Flers-en-Escrebieux, Lambres-lez-Douai, Lauwin-Planque (issues du canton de Douai-Sud-Ouest), Férin, Roucourt (issues du canton de Douai Sud). Aussi Auby, Roost-Warendin, Râches, Raimbeaucourt.

### Depuis 2010
Depuis l'adoption de l'ordonnance no  2009-935 du 29 juillet 2009, ratifiée par le Parlement français le 21 janvier 2010, elle est composée des divisions administratives suivantes : 
- canton d'Arleux
- canton de Douai-Nord (moins les communes de Anhiers, Flines-lez-Raches, Lallaing, Sin-le-Noble, Waziers)
- canton de Douai-Nord-Est
- Canton de Douai-Sud (moins les communes de Aniche, Auberchicourt, Dechy, Ecaillon, Guesnain, Lewarde, Loffre, Masny et Montigny-en-Ostrevent)
- canton de Douai-Sud-Ouest.

Lors du recensement général de la population en 1999, réalisé par l'Institut national de la statistique et des études économiques (INSEE), la population de cette circonscription est estimée à 110 492 habitants,.

La dix-septième circonscription en 1958.
La dix-septième circonscription en 1986.
La dix-septième circonscription en 2010.

### Pyramide des âges
| Hommes | Classe d’âge   | Femmes |
| ------ | -------------- | ------ |
| 7      | 65 ans et plus | 11     |
| 29     | 20 à 64 ans    | 29     |
| 12     | 0 à 19 ans     | 12     |

### Catégorie socio-professionnelle
Répartition de la population active par catégorie socio-professionnelle en 2013
| Agriculteurs | Artisans, commerçants, chefs d'entreprise | Cadres, professions intellectuelles | Professions intermédiaires | Employés | Ouvriers | Retraités | Autres |
| ------------ | ----------------------------------------- | ----------------------------------- | -------------------------- | -------- | -------- | --------- | ------ |
| 0,2 %        | 2,2 %                                     | 6,0 %                               | 12,6 %                     | 16,6 %   | 15,0 %   | 24,6 %    | 22,8 % |

## Historique des résultats
| Législature | Début de mandat | Fin de mandat  | Député           | Parti politique | Observations                                                                               |
| ----------- | --------------- | -------------- | ---------------- | --------------- | ------------------------------------------------------------------------------------------ |
| Ire         | 9 décembre 1958 | 9 octobre 1962 | Narcisse Pavot   | SFIO            | Mandat écourté à la suite d'une dissolution parlementaire décidée par Charles de Gaulle.   |
| IIe         | 6 décembre 1962 | 2 avril 1967   | Narcisse Pavot   | SFIO            |                                                                                            |
| IIIe        | 3 avril 1967    | 30 mai 1968    | Paul Leloir      | PCF             | Mandat écourté à la suite d'une dissolution parlementaire décidée par Charles de Gaulle.   |
| IVe         | 11 juillet 1968 | 1er avril 1973 | Jean Durieux     | RI              |                                                                                            |
| Ve          | 2 avril 1973    | 2 avril 1978   | Jean Durieux     | RI              |                                                                                            |
| VIe         | 3 avril 1978    | 22 mai 1981    | Claude Wargnies  | PCF             | Mandat écourté à la suite d'une dissolution parlementaire décidée par François Mitterrand. |
| VIIe        | 2 juillet 1981  | 1er avril 1986 | Paul Moreau      | PS              |                                                                                            |
| IXe         | 23 juin 1988    | 1er avril 1993 | Marc Dolez       | PS              |                                                                                            |
| Xe          | 2 avril 1993    | 21 avril 1997  | Jacques Vernier  | RPR             | Mandat écourté à la suite d'une dissolution parlementaire décidée par Jacques Chirac.      |
| XIe         | 12 juin 1997    | 18 juin 2002   | Marc Dolez       | PS              |                                                                                            |
| XIIe        | 19 juin 2002    | 19 juin 2007   | Marc Dolez       | PS              |                                                                                            |
| XIIIe       | 20 juin 2007    | 19 juin 2012   | Marc Dolez       | PG              | Élu sous l'étiquette PS, membre fondateur du PG en 2008.                                   |
| XIVe        | 20 juin 2012    | 20 juin 2017   | Marc Dolez       | FG              | Quitte le PG en décembre 2012.                                                             |
| XVe         | 21 juin 2017    | 21 juin 2022   | Dimitri Houbron  | LREM            |                                                                                            |
| XVIe        | 22 juin 2022    | 9 juin 2024    | Thibaut François | RN              | Mandat écourté à la suite d'une dissolution parlementaire décidée par Emmanuel Macron.     |

## Historiques des élections

### Élections de 1958
| Candidat       | Candidat           | Parti          | Premier tour | Premier tour | Second tour | Second tour |  |
| Candidat       | Candidat           | Parti          | Voix         | %            | Voix        | %           |  |
| -------------- | ------------------ | -------------- | ------------ | ------------ | ----------- | ----------- |  |
|                | Narcisse Pavot élu | SFIO           | 13 101       | 32,87        | 16 559      | 40,37       |  |
|                | André Mailliez     | CNIP           | 7 490        | 18,79        | 15 456      | 37,68       |  |
|                | Paul Leloir        | PCF            | 9 017        | 22,63        | 8 999       | 21,94       |  |
|                | Michel Senez       | MRP            | 4 444        | 11,15        | Retrait     | Retrait     |  |
|                | Pierre Agisson     | UNR            | 4 301        | 10,79        | Retrait     | Retrait     |  |
|                | André Bouchez      | CR             | 990          | 2,48         |             |             |  |
|                | André Figueras     | Extrême droite | 511          | 1,28         |             |             |  |
|                |                    |                |              |              |             |             |  |
| Inscrits       | Inscrits           | Inscrits       | 48 246       | 100,00       | 48 240      | 100,00      |  |
| Abstentions    | Abstentions        | Abstentions    | 7 377        | 15,29        | 6 381       | 13,23       |  |
| Votants        | Votants            | Votants        | 40 869       | 84,71        | 41 859      | 86,77       |  |
| Blancs et nuls | Blancs et nuls     | Blancs et nuls | 1 015        | 2,48         | 845         | 2,02        |  |
| Exprimés       | Exprimés           | Exprimés       | 39 854       | 97,52        | 41 014      | 97,98       |  |

Le suppléant de Narcisse Pavot était Marcel Éloire, maire du Cateau, conseiller général.

### Élections de 1962
| Candidat       | Candidat                     | Parti          | Premier tour | Premier tour | Second tour | Second tour |  |
| Candidat       | Candidat                     | Parti          | Voix         | %            | Voix        | %           |  |
| -------------- | ---------------------------- | -------------- | ------------ | ------------ | ----------- | ----------- |  |
|                | Narcisse Pavot sortant réélu | SFIO           | 10 934       | 29,41        | 22 963      | 60,47       |  |
|                | André Broyot                 | UNR-UDT        | 8 742        | 23,51        | 15 009      | 39,53       |  |
|                | Paul Leloir                  | PCF            | 8 705        | 23,41        | Retrait     | Retrait     |  |
|                | Alfred Dehé                  | CNIP           | 5 925        | 15,93        | Retrait     | Retrait     |  |
|                | Michel Senez                 | MRP            | 2 870        | 7,72         | Retrait     | Retrait     |  |
|                |                              |                |              |              |             |             |  |
| Inscrits       | Inscrits                     | Inscrits       | 46 995       | 100,00       | 46 991      | 100,00      |  |
| Abstentions    | Abstentions                  | Abstentions    | 8 950        | 19,04        | 7 611       | 16,2        |  |
| Votants        | Votants                      | Votants        | 38 045       | 80,96        | 39 380      | 83,8        |  |
| Blancs et nuls | Blancs et nuls               | Blancs et nuls | 869          | 2,28         | 1 408       | 3,58        |  |
| Exprimés       | Exprimés                     | Exprimés       | 37 176       | 97,72        | 37 972      | 96,42       |  |

Le suppléant de Narcisse Pavot était Marcel Éloire.

### Élections de 1967
| Candidat       | Candidat        | Parti          | Premier tour | Premier tour | Second tour | Second tour |  |
| Candidat       | Candidat        | Parti          | Voix         | %            | Voix        | %           |  |
| -------------- | --------------- | -------------- | ------------ | ------------ | ----------- | ----------- |  |
|                | Paul Leloir élu | PCF            | 11 272       | 29,05        | 19 695      | 50,46       |  |
|                | Jean Durieux    | RI             | 13 599       | 35,05        | 18 018      | 46,16       |  |
|                | Pierre Mauroy   | SFIO (FGDS)    | 10 901       | 28,09        | 1 319       | 3,38        |  |
|                | Maurice Trocmé  | CD (PDM)       | 3 029        | 7,81         |             |             |  |
|                |                 |                |              |              |             |             |  |
| Inscrits       | Inscrits        | Inscrits       | 45 444       | 100,00       | 45 443      | 100,00      |  |
| Abstentions    | Abstentions     | Abstentions    | 5 691        | 12,52        | 4 935       | 10,86       |  |
| Votants        | Votants         | Votants        | 39 753       | 87,48        | 40 508      | 89,14       |  |
| Blancs et nuls | Blancs et nuls  | Blancs et nuls | 952          | 2,39         | 1 476       | 3,64        |  |
| Exprimés       | Exprimés        | Exprimés       | 38 801       | 97,61        | 39 032      | 96,36       |  |

Des bulletins Pierre Mauroy avaient été envoyés chez les électeurs avant qu'il se désiste pour Paul Leloir.
Le suppléant de Paul Leloir était Charles Capliez, maire de Solesmes.

### Élections de 1968
| Candidat       | Candidat            | Parti          | Premier tour | Premier tour | Second tour | Second tour |  |
| Candidat       | Candidat            | Parti          | Voix         | %            | Voix        | %           |  |
| -------------- | ------------------- | -------------- | ------------ | ------------ | ----------- | ----------- |  |
|                | Jean Durieux élu    | RI (URP)       | 16 638       | 42,42        | 20 164      | 51,85       |  |
|                | Paul Leloir sortant | PCF            | 10 926       | 27,86        | 18 726      | 48,15       |  |
|                | Pierre Mauroy       | SFIO (FGDS)    | 10 884       | 27,75        | Retrait     | Retrait     |  |
|                | Marie-Claire Wendel | PSU            | 775          | 1,98         |             |             |  |
|                |                     |                |              |              |             |             |  |
| Inscrits       | Inscrits            | Inscrits       | 44 938       | 100,00       | 44 938      | 100,00      |  |
| Abstentions    | Abstentions         | Abstentions    | 5 065        | 11,27        | 4 574       | 10,18       |  |
| Votants        | Votants             | Votants        | 39 873       | 88,73        | 40 364      | 89,82       |  |
| Blancs et nuls | Blancs et nuls      | Blancs et nuls | 650          | 1,63         | 1 474       | 3,65        |  |
| Exprimés       | Exprimés            | Exprimés       | 39 223       | 98,37        | 38 890      | 96,35       |  |

Le suppléant de Jean Durieux était Marcel Drombry, docteur-vétérinaire à Avesnes-les-Aubert.

### Élections de 1973
| Candidat       | Candidat                   | Parti          | Premier tour | Premier tour | Second tour | Second tour |  |
| Candidat       | Candidat                   | Parti          | Voix         | %            | Voix        | %           |  |
| -------------- | -------------------------- | -------------- | ------------ | ------------ | ----------- | ----------- |  |
|                | Jean Durieux sortant réélu | RI (URP)       | 15 307       | 38,88        | 21 123      | 53,34       |  |
|                | Paul Leloir                | PCF            | 11 630       | 29,54        | 18 477      | 46,66       |  |
|                | Henri Lefebvre             | PS (UGSD)      | 9 784        | 24,85        | Retrait     | Retrait     |  |
|                | Michel Senez               | CD (MR)        | 2 371        | 6,02         |             |             |  |
|                | Jean-Claude Bocquet        | Divers droite  | 277          | 0,7          |             |             |  |
|                |                            |                |              |              |             |             |  |
| Inscrits       | Inscrits                   | Inscrits       | 45 031       | 100,00       | 45 054      | 100,00      |  |
| Abstentions    | Abstentions                | Abstentions    | 4 936        | 10,96        | 4 144       | 9,2         |  |
| Votants        | Votants                    | Votants        | 40 095       | 89,04        | 40 910      | 90,8        |  |
| Blancs et nuls | Blancs et nuls             | Blancs et nuls | 726          | 1,81         | 1 310       | 3,2         |  |
| Exprimés       | Exprimés                   | Exprimés       | 39 369       | 98,19        | 39 600      | 96,8        |  |

Le suppléant de Jean Durieux était Zéphyr Montay, maire de Troisvilles.

### Élections de 1978
| Candidat       | Candidat             | Parti          | Premier tour | Premier tour | Second tour | Second tour |  |
| Candidat       | Candidat             | Parti          | Voix         | %            | Voix        | %           |  |
| -------------- | -------------------- | -------------- | ------------ | ------------ | ----------- | ----------- |  |
|                | Jean Durieux sortant | UDF (PR)       | 15 927       | 36,52        | 21 742      | 49,22       |  |
|                | Claude Wargnies élu  | PCF            | 13 798       | 31,64        | 22 434      | 50,78       |  |
|                | Pierre Carlier       | PS             | 11 553       | 26,49        | Retrait     | Retrait     |  |
|                | Jean-Luc Robin       | LO             | 787          | 1,8          |             |             |  |
|                | Jean-Charles Lebrun  | PSD            | 566          | 1,3          |             |             |  |
|                | Raymonde Debatte     | MDD            | 386          | 0,89         |             |             |  |
|                | Francette Béghin     | Divers droite  | 301          | 0,69         |             |             |  |
|                | M. Pagnien           | FN             | 295          | 0,68         |             |             |  |
|                |                      |                |              |              |             |             |  |
| Inscrits       | Inscrits             | Inscrits       | 49 191       | 100,00       | 49 190      | 100,00      |  |
| Abstentions    | Abstentions          | Abstentions    | 4 784        | 9,73         | 3 846       | 7,82        |  |
| Votants        | Votants              | Votants        | 44 407       | 90,27        | 45 344      | 92,18       |  |
| Blancs et nuls | Blancs et nuls       | Blancs et nuls | 794          | 1,79         | 1 168       | 2,58        |  |
| Exprimés       | Exprimés             | Exprimés       | 43 613       | 98,21        | 44 176      | 97,42       |  |

Le suppléant de Jean-Claude Wargnies était Marc Prévost, instituteur, conseiller municipal de Troisvilles.

### Élections de 1981
| Candidat       | Candidat                | Parti          | Premier tour | Premier tour | Second tour | Second tour |  |
| Candidat       | Candidat                | Parti          | Voix         | %            | Voix        | %           |  |
| -------------- | ----------------------- | -------------- | ------------ | ------------ | ----------- | ----------- |  |
|                | Jean Durieux            | UDF (PR)       | 15 051       | 37,42        | 18 316      | 43,77       |  |
|                | Paul Moreau élu         | PS             | 13 406       | 33,33        | 23 534      | 56,23       |  |
|                | Claude Wargnies sortant | PCF            | 11 762       | 29,24        | Retrait     | Retrait     |  |
|                |                         |                |              |              |             |             |  |
| Inscrits       | Inscrits                | Inscrits       | 48 859       | 100,00       | 48 859      | 100,00      |  |
| Abstentions    | Abstentions             | Abstentions    | 8 101        | 16,58        | 6 147       | 12,58       |  |
| Votants        | Votants                 | Votants        | 40 758       | 83,42        | 42 712      | 87,42       |  |
| Blancs et nuls | Blancs et nuls          | Blancs et nuls | 539          | 1,32         | 862         | 2,02        |  |
| Exprimés       | Exprimés                | Exprimés       | 40 219       | 98,68        | 41 850      | 97,98       |  |

Le suppléant de Paul Moreau était Yvon Mairesse, instituteur, Premier adjoint au maire du Cateau-Cambrésis.

### Élections de 1988
| Candidat       | Candidat        | Parti          | Premier tour | Premier tour | Second tour | Second tour |  |
| Candidat       | Candidat        | Parti          | Voix         | %            | Voix        | %           |  |
| -------------- | --------------- | -------------- | ------------ | ------------ | ----------- | ----------- |  |
|                | Jacques Vernier | RPR (URC)      | 17 322       | 37,09        | 22 359      | 45,84       |  |
|                | Marc Dolez élu  | PS             | 14 982       | 32,08        | 26 417      | 54,16       |  |
|                | Pierre Lefebvre | PCF            | 10 519       | 22,52        | Retrait     | Retrait     |  |
|                | Maurice Seghers | FN             | 3 880        | 8,31         |             |             |  |
|                |                 |                |              |              |             |             |  |
| Inscrits       | Inscrits        | Inscrits       | 72 468       | 100,00       | 72 464      | 100,00      |  |
| Abstentions    | Abstentions     | Abstentions    | 24 869       | 34,32        | 22 220      | 30,66       |  |
| Votants        | Votants         | Votants        | 47 599       | 65,68        | 50 244      | 69,34       |  |
| Blancs et nuls | Blancs et nuls  | Blancs et nuls | 896          | 1,88         | 1 468       | 2,92        |  |
| Exprimés       | Exprimés        | Exprimés       | 46 703       | 98,12        | 48 776      | 97,08       |  |

Le suppléant de Marc Dolez était Didier Carrez, instituteur, de Sin-le-Noble.

### Élections de 1993
| Candidat       | Candidat            | Parti          | Premier tour | Premier tour | Second tour | Second tour |  |
| Candidat       | Candidat            | Parti          | Voix         | %            | Voix        | %           |  |
| -------------- | ------------------- | -------------- | ------------ | ------------ | ----------- | ----------- |  |
|                | Jacques Vernier élu | RPR (UPF)      | 18 268       | 38,04        | 24 114      | 50,35       |  |
|                | Marc Dolez sortant  | PS (ADFP)      | 11 374       | 23,69        | 23 780      | 49,65       |  |
|                | Pierre Lefebvre     | PCF            | 7 819        | 16,28        |             |             |  |
|                | Jean-Marie Lamare   | FN             | 5 716        | 11,9         |             |             |  |
|                | Victor Sion         | Les Verts (EÉ) | 2 446        | 5,09         |             |             |  |
|                | Nicole Castelain    | LT-LNÉ         | 1 485        | 3,09         |             |             |  |
|                | René Pecqueur       | LO             | 909          | 1,89         |             |             |  |
|                |                     |                |              |              |             |             |  |
| Inscrits       | Inscrits            | Inscrits       | 72 158       | 100,00       | 72 157      | 100,00      |  |
| Abstentions    | Abstentions         | Abstentions    | 22 292       | 30,89        | 21 642      | 29,99       |  |
| Votants        | Votants             | Votants        | 49 866       | 69,11        | 50 515      | 70,01       |  |
| Blancs et nuls | Blancs et nuls      | Blancs et nuls | 1 849        | 3,71         | 2 621       | 5,19        |  |
| Exprimés       | Exprimés            | Exprimés       | 48 017       | 96,29        | 47 894      | 94,81       |  |

Le suppléant de Jacques Vernier était Jean-Jacques Peyraud, infirmier, maire de Flers-en-Escrebieux.

### Élections de 1997
| Candidat       | Candidat                | Parti          | Premier tour | Premier tour | Second tour | Second tour |  |
| Candidat       | Candidat                | Parti          | Voix         | %            | Voix        | %           |  |
| -------------- | ----------------------- | -------------- | ------------ | ------------ | ----------- | ----------- |  |
|                | Marc Dolez élu          | PS             | 15 029       | 31,43        | 29 431      | 59,53       |  |
|                | Jacques Vernier sortant | RPR            | 13 702       | 28,66        | 20 005      | 40,47       |  |
|                | Pierre Lefebvre         | PCF            | 7 673        | 16,05        |             |             |  |
|                | Jean-Marie Lamare       | FN             | 6 677        | 13,97        |             |             |  |
|                | Roger Marie             | LO             | 1 296        | 2,71         |             |             |  |
|                | Geneviève Pirrieros     | Les Verts      | 1 027        | 2,15         |             |             |  |
|                | Jean-Marc Sergent       | CNIP (LDI)     | 794          | 1,66         |             |             |  |
|                | Jacqueline Compari      | GÉ             | 695          | 1,45         |             |             |  |
|                | Annick Makala           | US4J           | 462          | 0,97         |             |             |  |
|                | Lucette Duquesne        | MÉI            | 255          | 0,53         |             |             |  |
|                | Jean-Pierre Versini     | Extrême droite | 202          | 0,42         |             |             |  |
|                |                         |                |              |              |             |             |  |
| Inscrits       | Inscrits                | Inscrits       | 71 593       | 100,00       | 71 593      | 100,00      |  |
| Abstentions    | Abstentions             | Abstentions    | 22 013       | 30,75        | 20 147      | 28,14       |  |
| Votants        | Votants                 | Votants        | 49 580       | 69,25        | 51 446      | 71,86       |  |
| Blancs et nuls | Blancs et nuls          | Blancs et nuls | 1 768        | 3,57         | 2 010       | 3,91        |  |
| Exprimés       | Exprimés                | Exprimés       | 47 812       | 96,43        | 49 436      | 96,09       |  |

Le suppléant de Marc Dolez était Jean Savary, maire de Monchecourt.

### Élections de 2002
| Candidat       | Candidat                 | Parti             | Premier tour | Premier tour | Second tour | Second tour |  |
| Candidat       | Candidat                 | Parti             | Voix         | %            | Voix        | %           |  |
| -------------- | ------------------------ | ----------------- | ------------ | ------------ | ----------- | ----------- |  |
|                | Marc Dolez sortant réélu | PS                | 15 855       | 36,4         | 23 986      | 59,98       |  |
|                | Françoise Prouvost       | UMP               | 11 739       | 26,95        | 16 005      | 40,02       |  |
|                | Monique Lamare           | FN                | 6 260        | 14,37        |             |             |  |
|                | Thérèse Pernot           | PCF               | 3 546        | 8,14         |             |             |  |
|                | Frédéric Nihous          | CPNT              | 1 314        | 3,02         |             |             |  |
|                | Didier Sniadach          | UDF               | 1 062        | 2,44         |             |             |  |
|                | Roger Marie              | LO                | 713          | 1,64         |             |             |  |
|                | Marie-Andrée Coquelle    | Les Verts         | 682          | 1,57         |             |             |  |
|                | Léopold Pons             | Divers            | 580          | 1,33         |             |             |  |
|                | Michèle Ryckebusch       | LCR               | 501          | 1,15         |             |             |  |
|                | Jenny Bernard            | Divers écologiste | 436          | 1            |             |             |  |
|                | Jean-Michel Convent      | Pôle républicain  | 425          | 0,98         |             |             |  |
|                | Josiane Bazin            | MNR               | 364          | 0,84         |             |             |  |
|                | Guy Bizeul               | GÉ                | 78           | 0,18         |             |             |  |
|                | Bérangère Lecoq          | Divers gauche     | 7            | 0,02         |             |             |  |
|                |                          |                   |              |              |             |             |  |
| Inscrits       | Inscrits                 | Inscrits          | 73 192       | 100,00       | 73 191      | 100,00      |  |
| Abstentions    | Abstentions              | Abstentions       | 28 774       | 39,31        | 31 514      | 43,06       |  |
| Votants        | Votants                  | Votants           | 44 418       | 60,69        | 41 677      | 56,94       |  |
| Blancs et nuls | Blancs et nuls           | Blancs et nuls    | 856          | 1,93         | 1 686       | 4,05        |  |
| Exprimés       | Exprimés                 | Exprimés          | 43 562       | 98,07        | 39 991      | 95,95       |  |

Le suppléant de Marc Dolez était Jean Savary.

### Élections de 2007
| Candidat       | Candidat                 | Parti             | Premier tour | Premier tour | Second tour | Second tour |  |
| Candidat       | Candidat                 | Parti             | Voix         | %            | Voix        | %           |  |
| -------------- | ------------------------ | ----------------- | ------------ | ------------ | ----------- | ----------- |  |
|                | Marc Dolez sortant réélu | PS                | 16 509       | 38,54        | 25 847      | 62,14       |  |
|                | Françoise Prouvost       | UMP               | 13 539       | 31,6         | 15 746      | 37,86       |  |
|                | Jacques Michon           | PCF               | 4 221        | 9,85         |             |             |  |
|                | Marie-Paule Darchicourt  | FN                | 2 659        | 6,21         |             |             |  |
|                | Dominique Bécar-Rogée    | UDF–MoDem         | 2 013        | 4,7          |             |             |  |
|                | Robert Pelletier         | LCR               | 778          | 1,82         |             |             |  |
|                | Frédéric Nihous          | CPNT              | 755          | 1,76         |             |             |  |
|                | Marie-Andrée Coquelle    | Les Verts         | 743          | 1,73         |             |             |  |
|                | Roger Marie              | LO                | 556          | 1,3          |             |             |  |
|                | Djhorra Yahaia           | Divers écologiste | 388          | 0,91         |             |             |  |
|                | Yves Gras                | Extrême gauche    | 320          | 0,75         |             |             |  |
|                | Martine Manson           | MNR               | 258          | 0,60         |             |             |  |
|                | Richard Nowecki          | Divers            | 100          | 0,23         |             |             |  |
|                |                          |                   |              |              |             |             |  |
| Inscrits       | Inscrits                 | Inscrits          | 75 025       | 100,00       | 75 022      | 100,00      |  |
| Abstentions    | Abstentions              | Abstentions       | 31 446       | 41,91        | 31 719      | 42,28       |  |
| Votants        | Votants                  | Votants           | 43 579       | 58,09        | 43 303      | 57,72       |  |
| Blancs et nuls | Blancs et nuls           | Blancs et nuls    | 740          | 1,7          | 1 710       | 3,95        |  |
| Exprimés       | Exprimés                 | Exprimés          | 42 839       | 98,3         | 41 593      | 96,05       |  |

Le suppléant de Marc Dolez était Jean Savary.

### Élections de 2012
| Candidat       | Candidat                 | Parti          | Premier tour | Premier tour | Second tour | Second tour |  |
| Candidat       | Candidat                 | Parti          | Voix         | %            | Voix        | %           |  |
| -------------- | ------------------------ | -------------- | ------------ | ------------ | ----------- | ----------- |  |
|                | Marc Dolez sortant réélu | PG (FG) (PCF)  | 12 404       | 30,84        | 19 763      | 100,00      |  |
|                | Monique Amghar           | PS             | 9 141        | 22,73        | Retrait     | Retrait     |  |
|                | Chantal Bojanek          | FN (RBM)       | 8 234        | 20,47        |             |             |  |
|                | Bruno Bufquin            | UMP (LGM)      | 8 212        | 20,42        |             |             |  |
|                | Bruno Vandeville         | MoDem (CpF)    | 1 154        | 2,87         |             |             |  |
|                | Lucile Wacheux           | EÉLV (MÉI)     | 756          | 1,88         |             |             |  |
|                | Florence L'Hostis        | LO             | 319          | 0,79         |             |             |  |
|                |                          |                |              |              |             |             |  |
| Inscrits       | Inscrits                 | Inscrits       | 75 067       | 100,00       | 75 067      | 100,00      |  |
| Abstentions    | Abstentions              | Abstentions    | 34 263       | 45,64        | 48 171      | 64,17       |  |
| Votants        | Votants                  | Votants        | 40 804       | 54,36        | 26 896      | 35,83       |  |
| Blancs et nuls | Blancs et nuls           | Blancs et nuls | 584          | 1,43         | 7 133       | 26,52       |  |
| Exprimés       | Exprimés                 | Exprimés       | 40 220       | 98,57        | 19 763      | 73,48       |  |

Le suppléant de Marc Dolez était Charles Beauchamp, conseiller général du canton d'Arleux et vice-président du conseil général.

### Élections de 2017
Les élections législatives françaises de 2017 ont eu lieu les dimanches 11 et 18 juin 2017.
|                                                                          | |                           |                           |                          |                          |
|                                                                          | | Premier tour 11 juin 2017 | Premier tour 11 juin 2017 | Second tour 18 juin 2017 | Second tour 18 juin 2017 |
|                                                                          | |                           |                           |                          |                          |
|                                                                          | | Nombre                    | % des inscrits            | Nombre                   | % des inscrits           |
| Inscrits                                                                 | Inscrits | 73 613                    | 100,00                    | 73 599                   | 100,00                   |
| Abstentions                                                              | Abstentions                                                                                                   | 40 124                    | 54,51                     | 43 660                   | 59,32                    |
| Votants                                                                  | Votants | 33 489                    | 45,49                     | 29 939                   | 40,68                    |
|                                                                          | |                           | % des votants             |                          | % des votants            |
| Bulletins blancs                                                         | Bulletins blancs                                                                                              | 523                       | 1,56                      | 1 911                    | 6,38                     |
| Bulletins nuls                                                           | Bulletins nuls                                                                                                | 187                       | 0,56                      | 889                      | 2,97                     |
| Suffrages exprimés                                                       | Suffrages exprimés                                                                                            | 32 779                    | 97,88                     | 27 139                   | 90,65                    |
|                                                                          | |                           |                           |                          |                          |
| Candidat Étiquette politique (partis et alliances)                       | Candidat Étiquette politique (partis et alliances)                                                            | Voix                      | % des exprimés            | Voix                     | % des exprimés           |
|                                                                          | |                           |                           |                          |                          |
|                                                                          | Thibaut François Front national                                                                               | 7 993                     | 24,38                     | 12 697                   | 46,79                    |
|                                                                          | Dimitri Houbron La République en marche                                                                       | 7 583                     | 23,13                     | 14 442                   | 53,21                    |
|                                                                          | François Guiffard La France insoumise                                                                         | 3 961                     | 12,08                     |                          |                          |
|                                                                          | Charles Beauchamp Parti communiste français (Front de gauche)                                                 | 3 955                     | 12,07                     |                          |                          |
|                                                                          | Frédéric Nihous Les Républicains (Chasse, pêche, nature et traditions - Union des démocrates et indépendants) | 3 408                     | 10,40                     |                          |                          |
|                                                                          | Jean-Luc Hallé Divers gauche (Mouvement des élus non-inscrits du Douaisis)                                    | 2 876                     | 8,77                      |                          |                          |
|                                                                          | Agnès Dupuis Parti socialiste                                                                                 | 1 174                     | 3,58                      |                          |                          |
|                                                                          | Lucile Wacheux Europe Écologie Les Verts                                                                      | 628                       | 1,92                      |                          |                          |
|                                                                          | Amid Benchabane Écologiste (Union pour la diversité et la solidarité)                                         | 364                       | 1,11                      |                          |                          |
|                                                                          | Éric Pecqueur Lutte ouvrière                                                                                  | 309                       | 0,94                      |                          |                          |
|                                                                          | Gaëtan Duez Divers (Union populaire républicaine)                                                             | 192                       | 0,59                      |                          |                          |
|                                                                          | Nicolas Rankowski Divers droite                                                                               | 177                       | 0,54                      |                          |                          |
| Léopold Pons Divers droite                                               | 159 | 0,49                      |                           |                          |                          |
| Source : Ministère de l'Intérieur - Dix-septième circonscription du Nord | |                           |                           |                          |                          |

La suppléante de Dimitri Houbron était Agnès Goulois, professeure des écoles.

### Élections de 2022
Les élections législatives françaises de 2022 ont lieu les dimanches 12 et 19 juin 2022.
| Candidat                 | Candidat                 | Parti et coalition       | Premier tour | Premier tour | Second tour | Second tour |
| Candidat                 | Candidat                 | Parti et coalition       | Voix         | %            | Voix        | %           |
| ------------------------ | ------------------------ | ------------------------ | ------------ | ------------ | ----------- | ----------- |
|                          | Thibaut François         | RN                       | 10 413       | 32,91        | 15 408      | 53,57       |
|                          | Dimitri Houbron          | Agir (ENS)               | 7 636        | 24,13        | 13 354      | 46,43       |
|                          | Cyril Grandin            | LFI (NUPES)              | 7 250        | 22,91        |             |             |
|                          | Romain Boulant           | UDI (UDC)                | 1 688        | 5,33         |             |             |
|                          | Valérie Norreel          | REC                      | 966          | 3,05         |             |             |
|                          | Isabelle Maman           | ECO                      | 841          | 2,66         |             |             |
|                          | Marion T'Hooft           | PRG                      | 661          | 2,09         |             |             |
|                          | Thibault Bruni           | LP (UPF)                 | 586          | 1,85         |             |             |
|                          | Cédric Fluckiger         | LO                       | 475          | 1,50         |             |             |
|                          | Christian Delannoy       | POID                     | 468          | 1,48         |             |             |
|                          | Jean-Luc Frydman         | DVD                      | 439          | 1,39         |             |             |
|                          | Dominique Garaud         | LMR                      | 219          | 0,69         |             |             |
|                          |                          |                          |              |              |             |             |
| Votes valides            | Votes valides            | Votes valides            | 31 642       | 97,65        | 28 762      | 92,14       |
| Votes blancs             | Votes blancs             | Votes blancs             | 573          | 1,77         | 1 816       | 5,82        |
| Votes nuls               | Votes nuls               | Votes nuls               | 187          | 0,58         | 637         | 2,04        |
| Total                    | Total                    | Total                    | 32 404       | 100          | 31 215      | 100         |
| Abstention               | Abstention               | Abstention               | 41 250       | 56,01        | 42 449      | 57,63       |
| Inscrits / participation | Inscrits / participation | Inscrits / participation | 73 652       | 43,99        | 73 664      | 42,37       |

La suppléante de Thibaut François était Nadège Delfosse.

### Élections de 2024
| Candidat                 | Candidat                 | Parti et coalition       | Nuance                   | Premier tour | Premier tour | Second tour | Second tour |
| Candidat                 | Candidat                 | Parti et coalition       | Nuance                   | Voix         | %            | Voix        | %           |
| ------------------------ | ------------------------ | ------------------------ | ------------------------ | ------------ | ------------ | ----------- | ----------- |
|                          | Thierry Tesson,          | RAD (RN)                 | RN                       | 21 803       | 47,92        | 23 873      | 55,80       |
|                          | Frédéric Chéreau         | PS (NFP)                 | UG                       | 13 575       | 29,84        | 18 913      | 44,20       |
|                          | Guillaume Honoré         | HOR (ENS)                | ENS                      | 5 739        | 12,61        |             |             |
|                          | Loïck Brouazin           | LR (UDC)                 | LR                       | 3 627        | 7,97         |             |             |
|                          | Cédric Fluckiger         | LO                       | EXG                      | 751          | 1,65         |             |             |
|                          |                          |                          |                          |              |              |             |             |
| Suffrages exprimés       | Suffrages exprimés       | Suffrages exprimés       | Suffrages exprimés       | 45 495       | 97,37        | 42 786      | 93,42       |
| Votes blancs             | Votes blancs             | Votes blancs             | Votes blancs             | 860          | 1,84         | 2 323       | 5,07        |
| Votes nuls               | Votes nuls               | Votes nuls               | Votes nuls               | 370          | 0,79         | 691         | 1,51        |
| Total                    | Total                    | Total                    | Total                    | 46 725       | 100,00       | 45 800      | 100,00      |
| Abstention               | Abstention               | Abstention               | Abstention               | 27 150       | 36,75        | 28 089      | 38,02       |
| Inscrits / participation | Inscrits / participation | Inscrits / participation | Inscrits / participation | 73 875       | 61,58        | 73 889      | 61,98       |